# Aegialites saintpaulensis
Aegialites saintpaulensis és una espècie de coleòpter de la família Salpingidae. Es troba a Alaska (EUA).